# Klaustur-Affäre
Die Klaustur-Affäre, in Island auch bekannt als Klaustur-Aufnahmen (Klaustursupptökurnar) oder Klausturgate, ist eine politische Affäre, die in  Island seit Ende November 2018 zu öffentlichen Diskussionen und Protesten geführt hat. Ausgelöst wurde sie durch Tonaufnahmen von Gesprächen isländischer Parlamentarier des Althing, die am 20. November 2018 heimlich in der Bar Klaustur in Reykjavík aufgezeichnet und in der Folge den Medien zugespielt worden waren. Die Aufzeichnungen enthalten beleidigende und sexistische Aussagen über weibliche Parlamentsmitglieder und enthüllen die Vergabe eines Botschafterpostens als politische Gefälligkeit.

## Ablauf und Inhalt

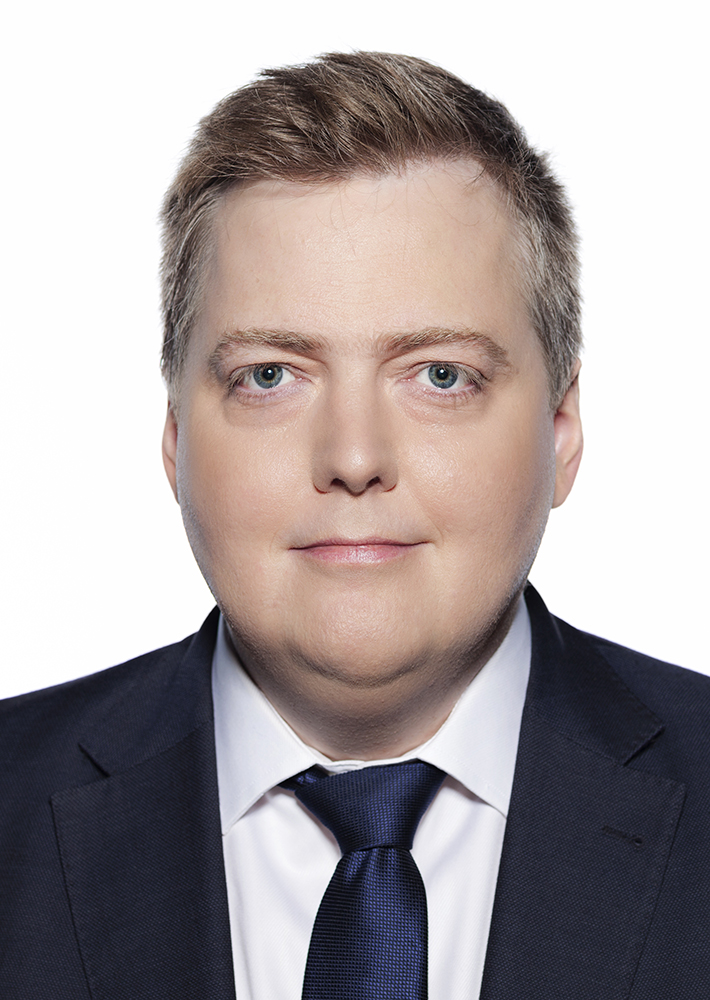
Sigmundur Davíð Gunnlaugsson (2016)

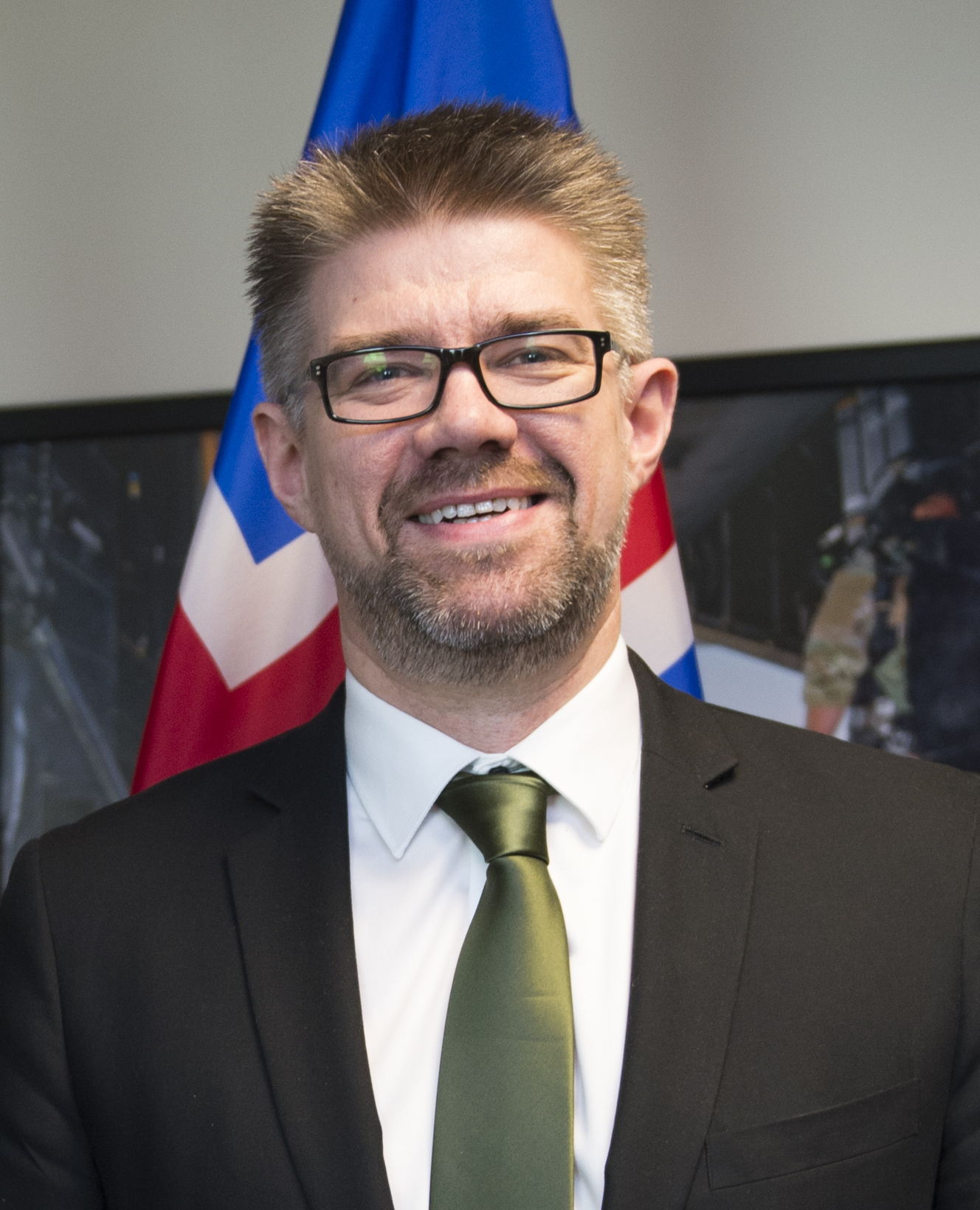
Gunnar Bragi Sveinsson (2014)

Am Abend des 20. November 2018 trafen sich der Parlamentarier und ehemalige Ministerpräsident Sigmundur Davíð Gunnlaugsson von der Zentrumspartei, seine Parteifreunde Gunnar Bragi Sveinsson, Anna Kolbrún Árnadóttir und Bergþór Ólason sowie Karl Gauti Hjaltason und Ólafur Ísleifsson von der Partei Flokkur fólksins in der bei den Abgeordneten des Althing beliebten Bar Klaustur in der Nähe des Parlamentsgebäudes in Reykjavík. Eine zufällig anwesende Besucherin der Bar, welche die Parlamentarier für eine ausländische Touristin hielten, begann das laut geführte Gespräch mit ihrem Mobiltelefon aufzuzeichnen, weil ihr der Inhalt schockierend erschien. Sie spielte ihre Aufzeichnungen unter dem Pseudonym „Marvin“ den Medien zu, namentlich den Zeitungen DV und Stundin sowie dem politischen Frauenmagazin Kvennablaðið. Am 7. Dezember lüftete die 42-jährige Bára Halldórsdóttir ihr Pseudonym und äußerte sich in einem Interview ausführlicher zu ihren Motiven.
In den Tonaufnahmen ist unter anderem zu hören, wie Bergþór Ólason die Parteivorsitzende von Flokkur fólksins Inga Sæland mit sexistischen Ausdrücken bezeichnet, während er versucht, Karl Gauti Hjaltason und Ólafur Ísleifsson dazu zu bewegen, ihre Partei zu verlassen und zur Zentrumspartei zu wechseln. Sigmundur Davíð Gunnlaugsson stimmt ihm lachend zu. Die ehemalige Parlamentarierin Freyja Haraldsdóttir, die unter der Glasknochenkrankheit leidet und als Aktivistin für Behindertenrechte hervorgetreten ist, ist ebenfalls Zielscheibe für abwertende Kommentare, wie auch Silja Dögg Gunnarsdóttir von der Fortschrittspartei, Unnur Brá Konráðsdóttir von der Unabhängigkeitspartei und Oddný G. Harðardóttir von der Allianz. Anna Kolbrún Árnadóttir, die einzige Frau in der Gruppe, machte keine vergleichbar abwertenden Äußerungen.
Im Rahmen des Gesprächs schildert Gunnar Bragi Sveinsson, wie er 2014 in seiner damaligen Eigenschaft als isländischer Außenminister im Kabinett Sigmundur Davíð Gunnlaugsson den ehemaligen isländischen Premierminister Geir Haarde (Unabhängigkeitspartei) zum isländischen Botschafter in den Vereinigten Staaten ernannte. Als Ablenkung von dieser umstrittenen Ernennung – Geir Haarde hatte in Folge von Islands Finanzkrise 2008–2011 zurücktreten müssen – habe er gleichzeitig den links-grünen Politiker Árni Þór Sigurðsson zum Botschafter gemacht. Von der Ernennung von Geir Haarde erhoffte sich Gunnar Bragi Sveinsson, die Unabhängigkeitspartei und besonders deren Vorsitzenden Bjarni Benediktsson günstig zu stimmen, um später mit deren Unterstützung selbst einen Posten im diplomatischen Dienst zu erhalten.

## Folgen
Die beiden Mitglieder von Flokkur fólksins, Karl Gauti Hjaltason und Ólafur Ísleifsson, wurden aus ihrer Partei ausgeschlossen, verblieben jedoch im Parlament, zunächst als Parteilose. Ende Februar 2019 haben sie sich der Zentrumspartei angeschlossen. Bergþór Ólason und Gunnar Bragi Sveinsson ließen ihre parlamentarische Tätigkeit zunächst unbezahlt ruhen; ihre Plätze im Althing wurden in der Zwischenzeit von Ersatzleuten eingenommen. Am 24. Januar 2019 kehrten sie jedoch ins Parlament zurück. Alle Beteiligten haben sich inzwischen öffentlich entschuldigt. Gunnar Bragi Sveinsson zeigte sich in einem Radiointerview reuevoll. Er erklärte, „sehr betrunken“ gewesen zu sein und dass er sich bei vielen Leuten zu entschuldigen habe. Sigmundur Davíð Gunnlaugsson entschuldigte sich telefonisch bei Freyja Haraldsdóttir, wobei er erklärte, die Tonaufnahme sei falsch interpretiert worden.
Am Samstag, 1. Dezember 2018 forderten Demonstranten auf dem Austurvöllur alle sechs Parlamentarier zum Rücktritt auf. Dem Parlamentspräsidenten Steingrímur J. Sigfússon wurde die Forderung nach einer Gesetzesänderung überreicht, die es dem Althing ermöglichen würde, Parlamentsmitglieder wegen Fehlverhaltens ausschließen zu können. Die isländische Premierministerin Katrín Jakobsdóttir sagte, dass sich die Affäre auf die kommende Arbeit des Parlaments im Winter auswirken werde. Es sei sehr traurig, ein Jahr nach der #MeToo-Debatte solche Äußerungen hören zu müssen. Der Skandal betraf die isländische Regierung nicht direkt, da sich die beiden involvierten Parteien in der Opposition befanden. Die Ethikkommission des Parlaments hatte angekündigt, die Affäre zu untersuchen.
Am Abend des 3. Dezember führten Schauspieler des Stadttheaters von Reykjavík eine dramatische Lesung mit Auszügen der Aufzeichnungen auf.
In einer Gallup-Umfrage, die nach Bekanntwerden der Affäre durchgeführt wurde, ging die Unterstützung der Zentrumspartei in der isländischen Bevölkerung von 13 % auf 8 % zurück, während die Unterstützung von Flokkur fólksins unverändert bei 6 % lag. In einer anderen Umfrage fanden Rücktrittsforderungen hohe Unterstützung; so stimmten 91 % der Befragten der Aussage zu, dass Gunnar Bragi Sveinsson zurücktreten solle.
Seit der ersten Dezemberwoche 2018 hatten auch internationale Medien wie die New York Times, BBC und SRF über die Affäre berichtet.